# Chanameel
Chanameel – postać biblijna ze Starego Testamentu.
Kuzyn Jeremiasza. Kiedy Jerozolima była zagrożona ze strony Babilończyków, Chanameel zdecydował się sprzedać swoje pole. Pole to kupił Jeremiasz, żeby pokazać, iż pewnego dnia Babilończycy nie będą panować nad Judą, i że warto będzie mieć tu ziemię na własność. Patrz Jr 32
Źródło: Słownik Postaci Biblijnych. [dostęp 2015-12-26].